# Riddarhyttan Resources
Riddarhyttan Resources AB var ett svenskt börsnoterat prospekteringsföretag.
Riddarhyttan Resources köpte 1998 Suurikuusikkoprojektet i Lappland i Finland av den finländska staten och fortsatte den påbörjade prospekteringen i området.
Företagets aktier noterades på Stockholmsbörsens O-lista under etiketten RYHT.
Det kanadensiska företaget Agnico Eagle Mines köpte i maj 2004 Dunross & Co. AB:s aktiepost i Riddarhyttan Resources AB. Tillsammans med en tidigare mindre aktiepost, som företaget redan tidigare innehade, blev därmed Agnico Eagle största aktieägare med 14 %.
Agnico Eagle övertog 2005 resterande aktier i Riddarhyttan Resources. Bolaget ändrade namn till Agnico Eagle Sweden.